# Daisuke Moriyama
Daisuke Moriyama (森山大輔, Moriyama Daisuke; 11 de setembro de 1971) é um mangaka japonês.
É mais conhecido por ter criado a série Chrono Crusade série que foi adaptada para um anime de 24 episódios pelo estúdio Gonzo. A partir de 2005, Moriyama vem trabalhando em uma série chamada World Embryo, que é serializado na revista Young King OURs.

## Lista de trabalhos
- Chrono Crusade (1999-2004, serializada em Dragon Age, Kadokawa Shoten)[2][3]
- Koko ni Iru Suiren (2002, coleção de contos, Kadokawa Shoten)[4]
- Planet Blue (2005, publicada em Champion Red, Akita Shoten)[5]
- World Embryo (2005-ongoing, serializada em Young King OURs, Shōnen Gahōsha)[6][7]
- Mahou Ineko to Ibarahime (2008, publicada em Dengeki Daioh, ASCII Media Works)
- Mousou Kikou (2010-?, serializada em Dengeki Daioh Genesis, ASCII Media Works)[8]